# RocketDock
RocketDock är ett tredjepartsprogram utvecklat för Microsofts operativsystem Windows. Det är meningen att RocketDock ska efterlikna dockan i Mac OS för Windows-användare som vill ändra temat till just Mac OS X. I den finner man genvägar till applikationer, precis som förebilden.